# پل کوپر (بازیکن فوتبال، زاده ۱۹۷۵)
پل کوپر (انگلیسی: Paul Cooper؛ زادهٔ ۲۴ دسامبر ۱۹۷۵) بازیکن فوتبال اهل بریتانیا است.
از باشگاه‌هایی که در آن بازی کرده‌است می‌توان به باشگاه فوتبال دارلینگتون اشاره کرد.